# Guillaume-Gabriel Nivers
Guillaume-Gabriel Nivers (Melun, Illa de França, vers el 1632 - París, 13 de novembre de 1714) va ser un organista francès, compositor i teòric.
Sent encara molt jove es traslladà a París on ingressà en el Seminari de Sant Sulpici per estudiar la carrera eclesiàstica, però triomfaren les seves aficions musicals. A París va rebre lliçons de clavecí, sent el seu mestre Chambonnières, i a vint-i-tres anys fou nomenat organista de Sant Sulpici de París; poc temps després ingressava com a tenor en la Capella Reial. Successivament se li donà el càrrec de mestre de música de la reina i d'organista de la Casa Reial de joves de Saint-Cyr. Ell s'anomenà a si mateix organiste de la chapelle du Roy.
Se li deuen: La gamme du <si>; Nouvelle méthode pour apprendre à chanter sans mudances (París, 1646); Chaints d'Eglise à l'usatge de la paroisse de SaintSulpice (París, 1656); Graduale romanem juxta missale Pii Quinti pontificis maximi authoritate editum (París, 1658); Méthode facile pour apprendre à chanter en musique (París, 1666) 3a edició de l'obra precedent; Méthode certaine pour apprendre le plain-chaint de l'Eglise (París, 1667), obra de la qual es feren tres edicions; Traité de la composition de la musique (París, 1667); Passiones D.N.J.C. (París, 1670); Dissertation zur le chant grégorien, dediée au Roy (París, 1682); Leçons de Tenebres selou l'usatge de l'eglise et communauté des dames de la royale maison de Saint-Louis à Saint-Cyr (París, 1692); Livre d'orgue contenant cent pieces de tons les tons de l'Eglise, etc.
Els seus tractats sobre el cant gregorià i baix continu encara es consideren fonts importants sobre la música litúrgica del segle xvii i en la pràctica el rendiment.